# Carmen (novela)
Carmen je novela francouzského romantického spisovatele Prospera Merimée. Vyšla nejprve časopisecky roku 1845 v Revue des deux mondes, knižně pak roku 1846 v nakladatelství Michel Lévy frères.
Jde o nejznámější autorovu novelu, kterou proslavila zejména stejnojmenná opera francouzského skladatele Georga Bizeta. Merimée v ní vyjádřil svůj obdiv k nepoddajným lidským charakterům žijícím v prostředí plného nebezpečí, lásky i zrady.

## Obsah novely
Vypravěč novely cestuje na podzim roku 1830 s najatým průvodcem po Andalusii po stopách Gaia Julia Caesara, přičemž se snaží přesněji určit místo, kde se odehrála jeho vítězná bitva u Mundy. Cestou se seznámí s pašerákem José Máriou, který je hledaný pro vraždy a krádeže. Přenocují spolu v blízkém stavení, spřátelí se. Když jeho průvodce jede Josého udat, varuje jej a José uprchne.

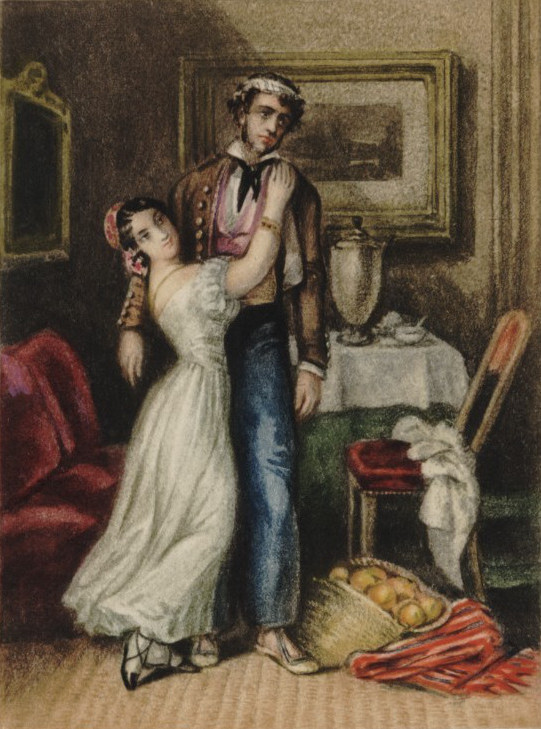
Autorův akvarel k novele

V Córdobě se vypravěč seznámí s krásnou cikánkou Carmen, která mu slíbí věštění z ruky a odvádí ho k sobě. Tam se najednou objeví José Mária, který s Carmen žije. Vypravěč proto odchází a později zjistí, že mu Carmen ukradla hodinky. Odjíždí z města a když se po čase vrátí, dozví se, že José Mária byl zatčen. Navštíví ho ve vězení, přinese mu cigarety, a José mu vypoví svůj životní příběh.
Narodil se v Baskicku ve vesnici Elizondo. Původně měl být knězem, ale nestudoval a nakonec zabil v hádce svého soupeře v jedné baskické hře. Musel uprchnout, vstoupil do vojska a doufal, že se stane důstojníkem. Již jako poddůstojník byl pověřen dozorem v sevillské továrně na tabák, kde pracovalo mnoho žen, mezi nimi i Carmen. Když jednoho dne pořezala obličej jedné spolupracovnici, dostal José úkol odvézt ji do vězení. Carmen jej však okouzlila natolik, že jí umožnil uprchnout. Dostal měsíc vězení a byl degradován na vojína. Poté znovu uviděl Carmen, strávil s ní noc a domníval se, že se stal jejím milencem. Když dostal hlídku na hranicích, přesvědčila jej Carmen, aby nechal projít tlupu podloudníků s pašovaným zbožím, kterým dělala zvěda a používala svou krásu pro manipulaci s muži.
José brzy zjistil, že Carmen chce být stále volná a nechce nikomu patřit. Když ji uviděl s jedním důstojníkem, zabil jej, byl nucen se skrývat, a tak se přidal k podloudníkům. Zabil Carmenina manžela a také vůdce tlupy, jednookého Garciu, a zaujal jeho místo. Tlupa však byla nakonec rozprášena. Chtěl proto s Carmen uprchnout do Ameriky, ale ta začala milovat toreadora Lucase, a nechtěla s Josém odejít. Šílený žárlivostí a neschopný ovládnout svou vášeň ji José dvěma ranami nožem zabil, pochoval v lese, požádal nedaleko žijícího poustevníka, aby za ni odsloužil mši, a sám se v Cordobě udal. Teď jej čeká poprava. Požádá ještě vypravěče, aby za něj dal sloužit mši a jedné ženě v jeho rodišti odevzdal pamětní peníz, který nosil na krku, a řekl jí, že zemřel, ale ne jakým způsobem.

## Adaptace

### Hudba

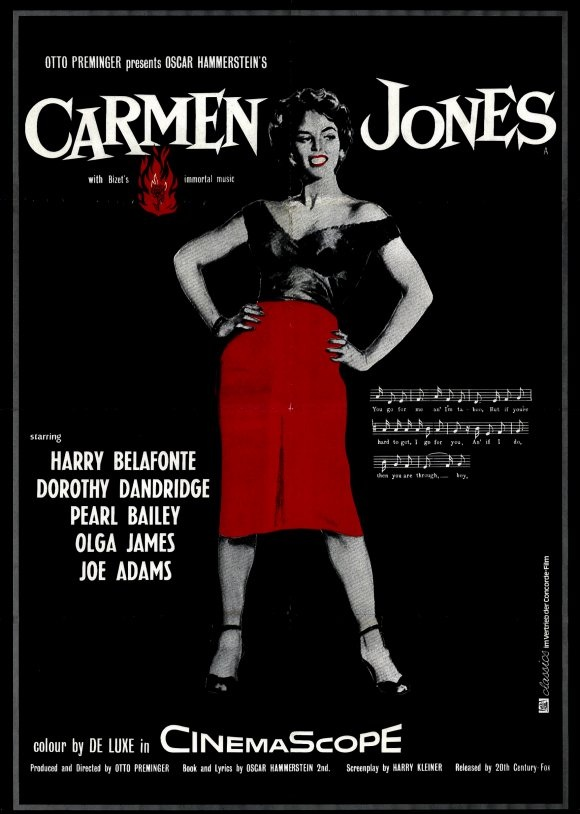
Carmen Jones, plakát k filmové verzi muzikálu z roku 1954

- Carmen (1875), opera Georgese Bizeta, libreto Henri Meilhac a Ludovic Halévy.[4]
- Carmen Jones (1943), muzikál na hudbu Georgese Bizeta v úpravě Roberta Russella Bennetta, libreto Oscar Hammerstein II,[5] roku 1954 zfilmován režisérem Ottou Premingerem.[6]
- Carmen (1949), balet na hudbu Georgese Bizeta v úpravě Tommyho Desserre, choreografie Roland Petit.[7]
- Carmen Suita (1967, Кармен-сюита), jednoaktový balet kubánského choreografa Alberta Alonsa na hudbu ruského skladatele Rodiona Ščedrina napsanou s použitím částí Bizetovy opery.[8]
- Carmen (1971), balet, hudba Wolfgang Fortner, libreto a choreografie John Cranko.[9]
- Carmen Cubana (2006), muzikál, autoři Kim Duddy, Martin Gellner a Werner Stranka.[10]
- Carmen (2008), muzikál Franka Wildhorna, libreto Norman Allen, premiéra se konala v Praze v Hudebním divadle v Karlíně.[11]

### Film

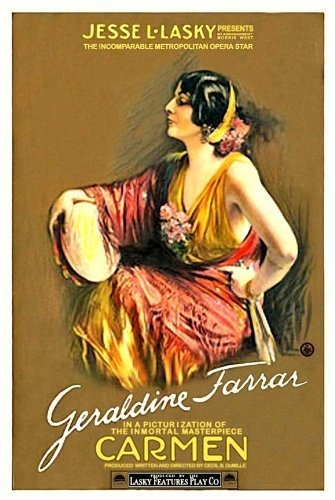
Plakát k filmu Carmen (1915) režiséra Cecila B. DeMilleho

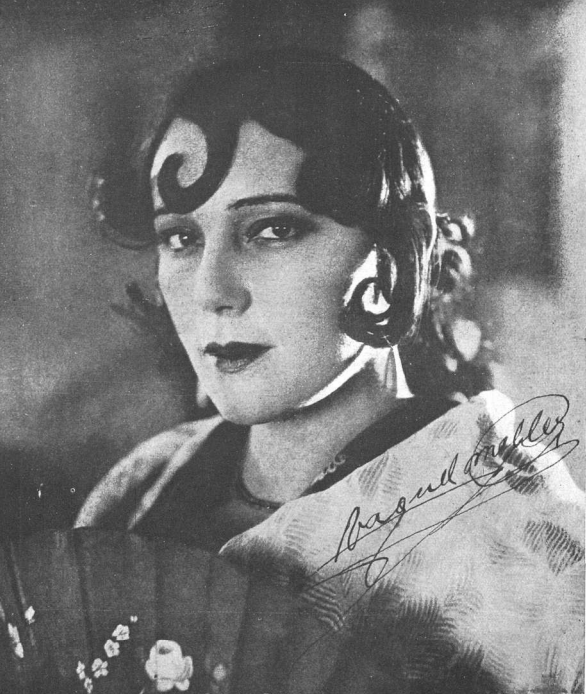
Raquel Meller v titulní roli filmu Carmen z roku 1926

Seznam je založený na referenci číslo a neobsahuje filmová a televizní zpracování hudebních adaptací novely.
- Carmen (1907), britský krátký němý film, režie Arthur Gilbert.
- Carmen (1909), italský němý film, režie Gerolamo Lo Savio.
- The Cigarette Maker of Seville (1910), americký němý film, režisér neuveden.
- Carmen o la hija del contrabandista (1911), španělský němý film, režie Ricardo de Baños a Ramón de Baños.
- Carmen (1912), britský němý film, režie Theo Frenkel.
- Carmen (1913), americký němý film, režie Lucius Henderson.
- Carmen (1915), americký němý film, režie Cecil B. DeMille.
- Carmen (1915), americký němý film, režie Raoul Walsh.
- A Burlesque on Carmen (1915), Chaplinova parodie na film Raoula Walshe, americký němý film.
- Carmen (1918), německý němý film, režie Ernst Lubitsch.
- Een Carmen van het Noorden (1919), nizozemský němý film, režie Maurits Binger a Hans Nesna.
- Carmen (1921), mexický němý film, režie Ernesto Vollrath.
- Carmen (1922), britský němý film, režie George Wynn.
- Carmen (1926), francouzský němý film, režie Jacques Feyder.
- The Loves of Carmen (1927), americký němý film, režie Raoul Walsh.
- Carmen (1932), britský film, režie Cecil Lewis.
- Andalusische Nächte (1938), německý film, režie Herbert Maisch.
- Carmen (1944), francouzský film, režie Christian-Jaque.
- The Loves of Carmen (1948), americký film, režie Charles Vidor.
- Die Ballade von Carmen und Don José (1959), západoněmecký televizní film, režie Herbert Junkers.
- Carmen (1960), švédský televizní film, režie Göran Gentele.
- Carmen, Baby (1967), americký film, režie Radley Metzger.
- Carmen (2003), španělský film, režie Vicente Aranda.
- Carmen (2011), francouzský televizní film, režie Jacques Malaterre.

## Česká vydání
- Novelly, Praha. Jan Otto 1878, přeložil Bedřich Frída, svazek obsahuje novely Illská Venuše, Duše v očistci, Tamango, Etruská váza a Carmen.
- Carmen, Praha. Fr. A. Urbánek 1884, přeložila Eliška Krásnohorská, znovu 1921. Dostupné online.
- Carmen, Praha. František Šimáček 1894, přeložil Josef Košátecký, znovu 1921.
- Carmen, Praha. Jan Otto 1925, přeložil Bedřich Frída. Dostupné online.
- Carmen, Praha. Adolf Synek 1930, přeložila Jarmila Prägrová.
- Carmen, Praha. Melantrich 1931, přeložila Marie Klečková.
- Carmen, Praha. Josef Hokr 1931, přeložila Božena Mašínová.
- Carmen, Brno. Dědictví Havlíčkovo 1936, překladatel neuveden.
- Carmen, Praha. Svoboda 1951, přeložili Jaroslav Poch a Růžena Pohochová.
- Kronika vlády Karla IX. a vybrané novely. Praha. SNKLHU 1959, přeložili Jaroslav Poch, Růžena Pohochová a Josef Čermák, svazek obsahuje mimo jiné i novelu Carmen.
- Carmen, Colomba, Praha. Odeon 1975, přeložil Josef Čermák.
- Carmen, Praha. Vyšehrad 1999, přeložil Josef Čermák.
- Carmen, Praha. Garamond 2007, přeložil Josef Čermák.